# Amor Amor (película)
Amor Amor es una película dramática portuguesa, dirigida por Jorge Cramez y producida por Joana Ferreira e Isabel Machado. Se estrenó en Portugal el 8 de febrero de 2018.

## Sinopsis
La película gira en torno a Marta y Jorge, quienes aparentemente tienen un amor perfecto. A pesar de esto, Bruno, Lígia, Carlos y Jorge están a su alrededor, quienes solo quieren que esta relación sea todo menos perfecta.

## Elenco
- Jaime Freitas como Jorge
- Ana Moreira como Marta
- Margarida Vila-Nova como Lígia
- Nuno Casanovas como Carlos
- Guilherme Moura como Bruno
- Maya Booth como Charlotte
- Sofia Marques como Andrea
- Juana de Verona como Sara
- Rodolfo Marqués como Diogo
- Ricardo País Nunes como Xavier
- Silvio Vieira como Francisco
- Tiago Teotonio Pereira como Paulo
- Eduardo Frazão como Júlio
- Dinis Gomes como Raúl
- Pedro Frías como João
- Sara Graça como Adriana
- José Manuel Mendes como propietario del restaurante
- Ricardo Aibéo como cantinero
- Paulo Calatré como taxista
- Maria Galhardo como mujer de pie
- Carlos Mota como hombre del vals
- Manuel Sá Pessoa como desconocido
- Miguel Martins como DJ
- Clara Jost como niña 1
- Constança Villaverde Rosado como Chica 2